# Hohenzollern-Sigmaringen

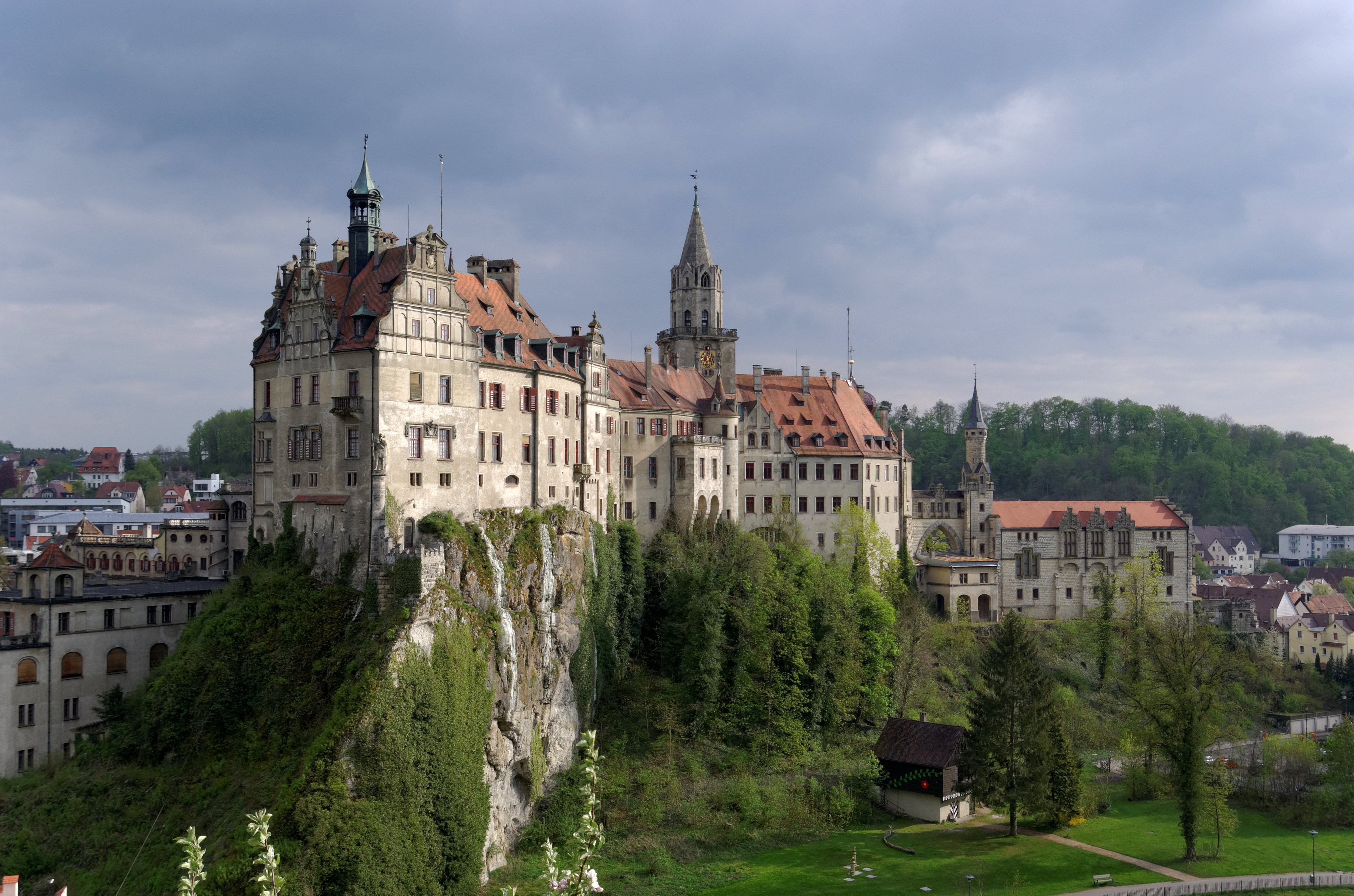
Schloss Sigmaringen

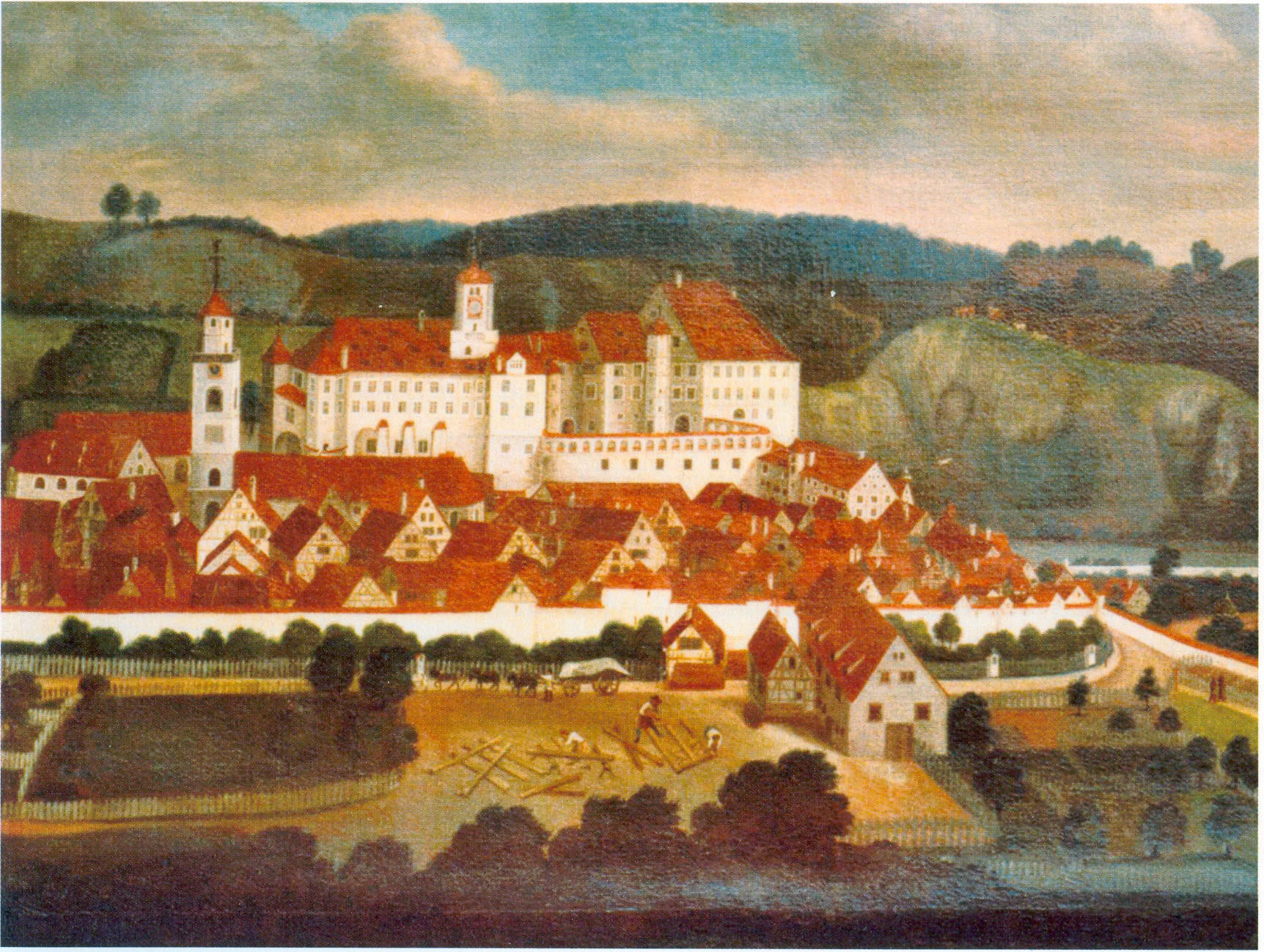
Die Residenzstadt Sigmaringen in der Mitte des 18. Jahrhunderts

Hohenzollern-Sigmaringen ist die schwäbische, katholisch gebliebene Linie der Hohenzollern, eines alten deutschen Hochadelsgeschlechts, und gleichzeitig der Name der von ihr beherrschten Ländereien, der Grafschaft Hohenzollern-Sigmaringen, die 1623 zum Fürstentum Hohenzollern-Sigmaringen erhoben wurde und bis 1849 bestand. Heute führen die Familienmitglieder den Namen ohne den Zusatz „Sigmaringen“. Ein anderer, heute erloschener Familienzweig der schwäbischen Hohenzollern regierte bis 1849 das Fürstentum Hohenzollern-Hechingen.

## Geographie
Hohenzollern-Sigmaringen bestand seit 1634 aus den beiden getrennt voneinander liegenden Landesteilen Sigmaringen und Haigerloch, 1802 kam dort die davor dem Kloster Muri gehörende Herrschaft Glatt am oberen Neckar dazu, 1806, neben anderen Gebieten, das ehemals zur Herrschaft Trochtelfingen gehörende Gebiet um Ringingen, Salmendingen und Melchingen als Exklave, mit einer Gesamtfläche von 906 km². Getrennt wurden die drei Gebiete vom Fürstentum Hohenzollern-Hechingen. Ebenso gehörten zum Fürstentum die acht Exklaven Thalheim, Thiergarten, Igelswies, Tautenbronn, Mühlhausen, Langenenslingen, Bärenthal und Achberg-Esseratsweiler. Nachbarländer waren im Nordosten Württemberg und im Südwesten Baden.
Das zeitweise als Hohenzollern-Haigerloch selbständige Gebiet um Haigerloch, der nordwestliche Landesteil, liegt hauptsächlich auf einer der Schwäbischen Alb vorgelagerten Schichtstufe des Muschelkalks. Dieses Gebiet wird vom Neckar und seinen Nebenflüssen Glatt, Eyach und Starzel entwässert.
Das nur wenige Quadratkilometer große Gebiet um Ringingen, Salmendingen und Melchingen liegt auf der Hochfläche der Schwäbischen Alb auf einer Höhe zwischen 800 und 900 Metern. Bei Melchingen befindet sich die Quelle der Lauchert.
Das Gebiet um Sigmaringen liegt auf der Schwäbischen Alb und auf dem südlich vorgelagerten Molassegebiet. Die Donau durchfließt das Gebiet von West nach Ost, Nebenflüsse sind hier die Schmeie, die Lauchert und die Ablach.

## Geschichte

Karl Anton (1811–1885) war in den Jahren 1848 und 1849 der letzte regierende Fürst von Hohenzollern-Sigmaringen

Die Grafen von Zollern sind im 11. Jahrhundert sicher nachweisbar. Eine Abstammung von dem schwäbischen Geschlecht der Burchardinger wurde im alten Schrifttum oftmals vermutet, ist aber nicht belegbar. Zu Beginn des 13. Jahrhunderts teilte sich das Geschlecht in eine schwäbische und in eine fränkische Linie. Die fränkische Linie, die die Burggrafschaft Nürnberg innehatte, wurde später zu Kurfürsten von Brandenburg erhoben. Hohenzollern-Sigmaringen zählte bis 1808 zum Schwäbischen Reichskreis.
Karl I. Graf von Hohenzollern war Reichs-Erbkämmerer und später noch Reichshofrats-Präsident. Er erhielt 1534 von  Erzherzog Ferdinand die Grafschaften Sigmaringen und Veringen als Lehen von Österreich. Im Jahre 1576 teilte sich die schwäbische Linie der Hohenzollern weiter in Hohenzollern-Hechingen, Hohenzollern-Sigmaringen und Hohenzollern-Haigerloch. 1623 wurden die Hechinger und Sigmaringer Linie in den Reichsfürstenstand erhoben, nicht aber die Haigerlocher Linie, deren Verbindung zu den beiden anderen Linien als nicht standesgemäß angesehen wurde. Sie starb bereits 1634 wieder aus. Die Linie Hechingen starb 1869 ebenfalls aus, während die Familie Hohenzollern-Sigmaringen bis heute fortbesteht.
Fürstin Amalie Zephyrine konnte zu Beginn des 19. Jahrhunderts eine Mediatisierung durch Napoleon verhindern. 1806 schuf dieser den Rheinbund und zerschlug damit endgültig das Heilige Römische Reich. Den beiden hohenzollernschen Fürstenhäusern Sigmaringen und Hechingen gelang es dabei, ihre Souveränität zu erhalten und im Falle Sigmaringens darüber hinaus einen beachtlichen Gebietszuwachs zu erfahren. Das Fürstentum Sigmaringen erhielt 1806 die Besitzungen der Klöster Habsthal und Wald sowie der Deutschordensherrschaften Achberg und Hohenfels. Außerdem erlangte es die Souveränität über die Fürstlich Fürstenbergischen Herrschaften Jungnau und Frohnstetten, die Thurn und Taxisschen Herrschaften Ostrach und Straßberg sowie über die Spethsche Herrschaft in Gammertingen und Hettingen.
In der Folge der Märzrevolution 1848 (regional: Revolution in Sigmaringen) dankten die Fürsten von Sigmaringen und Hechingen 1849 zugunsten des Königs von Preußen ab, so dass ihre Fürstentümer 1850 als „Hohenzollernsche Lande“ im Preußischen Staat aufgingen. Die preußische Besitzergreifung in Sigmaringen erfolgte am 6. April 1850. Die beiden Fürstentümer wurden vereinigt und bildeten als Regierungsbezirk Sigmaringen die Hohenzollernschen Lande. Nach dem Zweiten Weltkrieg entstand Württemberg-Hohenzollern, das den südlichen Teil des ehemaligen Königreichs Württemberg sowie die „Hohenzollernschen Lande“ umfasste. Mit der Bildung des Südweststaates ging Hohenzollern schließlich in Baden-Württemberg auf.
Die Familie Hohenzollern-Sigmaringen spielte auch nach der preußischen Übernahme eine bedeutende Rolle. Karl Antons von Hohenzollern-Sigmaringen ältestem Sohn Leopold wurde 1870 die Übernahme des spanischen Throns angeboten. Dies wurde der Anlass des Deutsch-Französischen Krieges. Sein Bruder wurde als Karl I. König von Rumänien und begründete die herrschende Dynastie von 1866 bis 1947. Ihre Schwester Stephanie wurde Königin von Portugal.
Bis heute befinden sich das Schloss Sigmaringen, ein Drittel der Burg Hohenzollern, das Schloss Umkirch, das Jagdschloss Josefslust und das Schloss Krauchenwies im Eigentum des Fürstenhauses; ein Seitenzweig besitzt die Burg Namedy. Zur Unternehmensgruppe Fürst von Hohenzollern mit Sitz in Sigmaringen gehört die Zollern GmbH und Co. KG, einer der größten Arbeitgeber im Landkreis Sigmaringen. 2015 beschäftigte Zollern weltweit rund 3000 Mitarbeiter in 22 Werken und Niederlassungen. Der derzeitige Chef des Hauses, Karl Friedrich von Hohenzollern, besitzt als alleiniger Gesellschafter und Vorsitzender des Beirats der Prinz von Hohenzollern Capital GmbH & Co. KG darüber hinaus eine Reihe von Unternehmensbeteiligungen.

## Verwaltung und Bevölkerung
Das Fürstentum Hohenzollern-Sigmaringen gliederte sich in verschiedene hohenzollerische Oberämter. Im Jahr 1822 existierten die Oberämter Sigmaringen, Wald, Ostrach, Straßberg, Gammertingen und Haigerloch sowie die Obervogteiämter Achberg, Hohenfels, Jungnau und Trochtelfingen. Beim Übergang an Preußen bestanden noch die Oberämter Gammertingen, Ostrach, Sigmaringen, Trochtelfingen und Wald. Hohenzollern-Sigmaringen war rein ländlich mit einer in der Regel katholischen Bevölkerung. In Haigerloch und Dettensee gab es jüdische Gemeinden.
Für die Justiz siehe die Liste der Gerichte im Fürstentum Hohenzollern-Sigmaringen.

## Regenten und Chefs

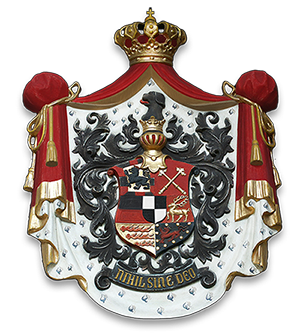
Derzeit vom Fürstenhaus benutztes Wappen

### Grafen von Hohenzollern-Sigmaringen (1576–1623)
- Karl II. (1576–1606)
- Johann (1606–1623)

### Fürsten von Hohenzollern-Sigmaringen (1623–1849)
- Johann (1623–1638)
- Meinrad I. (1638–1681)
- Maximilian (1681–1689)
- Meinrad II. (1689–1715)
- Joseph Friedrich Ernst (1702–1769)
- Karl Friedrich (1769–1785)
- Anton Aloys (1785–1831), verheiratet mit Amalie Zephyrine von Salm-Kyrburg
- Karl (1831–1848)
- Karl Anton (1848–1849; Vater des rumänischen Königs Carol I.), trat sein Gebiet 1849 an Preußen ab, seither nur noch Titularfürst von Hohenzollern-Sigmaringen

### Chefs des Hauses Hohenzollern-Sigmaringen (1849–1869)
- Karl Anton (1849–1885) wurde nach dem Tode Konstantins 1869, des letzten Fürsten von Hohenzollern-Hechingen, Fürst des gesamten fürstlichen Hauses Hohenzollern

### Chefs des fürstlichen Hauses Hohenzollern (seit 1869)

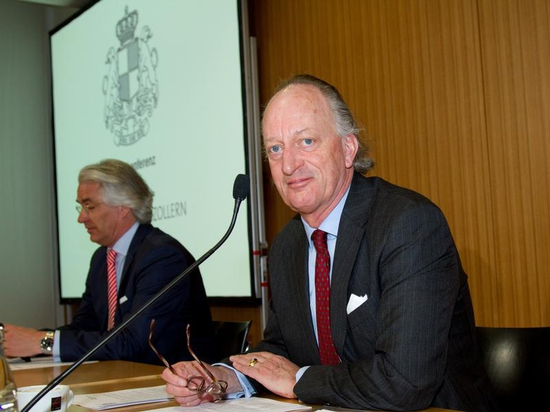
Karl Friedrich von Hohenzollern, der derzeitige Chef des Hauses

- Karl Anton (1869–1885), Fürst von Hohenzollern
- Leopold (1885–1905; Vater des rumänischen Königs Ferdinand I.), Fürst von Hohenzollern
- Wilhelm (1905–1927), Fürst von Hohenzollern
- Friedrich (1927–1965), in der Weimarer Republik mit amtlichem Familiennamen Prinz von Hohenzollern, jedoch in seiner Heimat traditionell als „Fürst von Hohenzollern“ bekannt
- Friedrich Wilhelm (1965–2010)
- Karl Friedrich (seit 2010)

## Hohenzollern-Emden
Ein jüngerer Zweig des Hauses Hohenzollern-Sigmaringen führt seit den 1930er Jahren den ungewöhnlichen Namenszusatz „-Emden“. Dieser Zweig geht auf den Prinzen Franz Joseph von Hohenzollern (1891–1964), den jüngeren Sohn des Fürsten Wilhelm und seiner Gemahlin Maria Theresia, zurück. Prinz Franz Joseph hatte während des Ersten Weltkriegs als Torpedooffizier auf dem Kleinen Kreuzer SMS Emden gedient und gehörte zu den Überlebenden des Gefechts bei den Kokosinseln. Die Leistungen von Mannschaft und Schiff wurden zu damaliger Zeit derart außergewöhnlich eingestuft, dass den Überlebenden des letzten Gefechts der SMS Emden sowie später auch den Angehörigen von gefallenen Besatzungsmitgliedern seit 1920/21 die Möglichkeit eingeräumt wurde, den Namen des Schiffes als ehrenvollen, vererbbaren Namenszusatz „-Emden“ anzunehmen. Nach Genehmigung durch Wilhelm II. als Chef des Gesamthauses Hohenzollern nahm Prinz Franz Joseph 1933 den Namenszusatz an.
Aus Franz Josephs Ehe mit Prinzessin Maria Alix Luitpolda von Sachsen (1901–1990), einer Tochter des letzten sächsischen Königs Friedrich August III., gingen neben der Tochter Maria Margarethe (1928–2006), verehelichte Herzogin zu Mecklenburg, auch die drei Söhne Karl Anton (1919–1996), Meinrad (* 1925) und Emanuel (1929–1999) hervor. Durch diese und ihre Nachkommen wurde der Familienname Prinz von Hohenzollern-Emden fortgesetzt.

## Könige von Rumänien (1866–1947)

Wappen des Königreichs Rumänien unter der Dynastie Hohenzollern-Sigmaringen (in dieser Form von 1881 bis 1922)

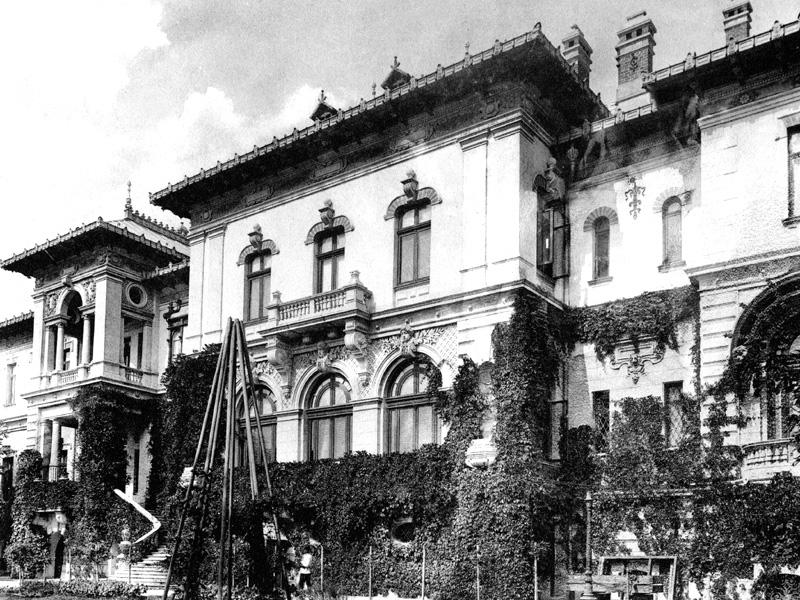
Schloss Cotroceni, Bukarest

Im Februar 1866 wurde Prinz Karl Eitel Friedrich von Hohenzollern-Sigmaringen (1866–1914), der zweite Sohn des Fürsten Karl Anton von Hohenzollern-Sigmaringen, auf Empfehlung von Napoleon III. und nach einer Volksabstimmung am 20. April 1866 zum Fürsten von Rumänien gewählt. Er heiratete am 15. November 1869 die Prinzessin Elisabeth zu Wied (1843–1916). Nachdem Rumänien 1878 im Frieden von San Stefano die Unabhängigkeit vom Osmanischen Reich erreicht hatte, wurde Karl am 26. März 1881 zum König von Rumänien proklamiert. Das einzige Kind von Carol und Elisabeth war die Tochter Maria, die 1874 im Alter von drei Jahren starb. Beim Tod König Carols am 10. Oktober 1914 wurde sein Neffe Ferdinand I., ein jüngerer Sohn seines Bruders Fürst Leopold von Hohenzollern, der Nachfolger. 1927 wurde dessen Sohn Kronprinz Carol zum Thronverzicht gezwungen und sein minderjähriger Sohn Mihai I. (Michael I., 1927–1930, 1940–1947) wurde König. Sein Vater bestieg jedoch 1930 doch noch als Carol II. (Karl II., 1930–1940) den Thron. Er regierte bis zum 6. September 1940, als Michael I. erneut zum König ausgerufen wurde. Nach Beendigung des Zweiten Weltkriegs regierte Michael als Staatsoberhaupt mit stark eingeschränkten Befugnissen weiter, bis er am 30. Dezember 1947 von der herrschenden Rumänischen Kommunistischen Partei zur Abdankung und zum Verlassen des Landes gezwungen wurde. Nach Jahrzehnten im Schweizer Exil durfte der Ex-König nach dem Sturz des Ceaușescu-Regimes 2001 nach Rumänien zurückkehren und erhielt für sich und seine Familie Wohnrecht im Elisabeth-Palast in Bukarest sowie die Rückerstattung des Besitzes der Schlösser Săvârșin, Peleș und Pelișor.
1. Karl Anton Fürst von Hohenzollern (1811–1885), preuß. Ministerpräsident ⚭ Josephine von Baden (1813–1900)
  1. Leopold Fürst von Hohenzollern (1835–1905) ⚭ Antonia Maria von Portugal (1845–1913), Tochter von Königin Maria II. (Portugal) (1819–1853)
    1. Wilhelm Fürst von Hohenzollern (1864–1927) ⚭ (I) Maria Theresia von Bourbon-Sizilien (1867–1909), Tochter von Ludwig von Neapel-Sizilien (1838–1886); ⚭ (II) Adelgunde von Bayern (1870–1958), Tochter von König Ludwig III. (Bayern) (1845–1921)
    2. Ferdinand I., König von Rumänien (1865–1927) ⚭ Marie von Edinburgh (1875–1938), Tochter von Alfred (Sachsen-Coburg und Gotha) (1844–1900)
      1. Karl II., König von Rumänien (1893–1953) ⚭ Elena von Griechenland (1896–1982), Tochter von König Konstantin I. (Griechenland) (1868–1923)
        1. Michael I., König von Rumänien (1921–2017) ⚭ Anna von Bourbon-Parma (1923–2016), Tochter von Prinz Renato von Bourbon-Parma (1894–1962)
          1. Margarita von Rumänien (* 1949)
          2. Helen (* 1950)
          3. Irina (* 1953)
          4. Sophie (* 1957)
          5. Maria (* 1964)

      2. Elisabeth von Rumänien (1894–1956) ⚭ König Georg II. (Griechenland) (1890–1947)
      3. Maria von Rumänien (1900–1961) ⚭ König Alexander I. (Jugoslawien) (1888–1934)
      4. Nikolaus von Rumänien (1903–1978)
      5. Ileana von Rumänien (1909–1991) ⚭ Anton von Österreich-Toskana (1901–1987)
      6. Mircea (1913–1916)

  2. Karl I. (1839–1914), König von Rumänien, ⚭ Elisabeth zu Wied (1843–1916), gen. Carmen Sylva, Tochter von Fürst Hermann zu Wied (1814–1864)

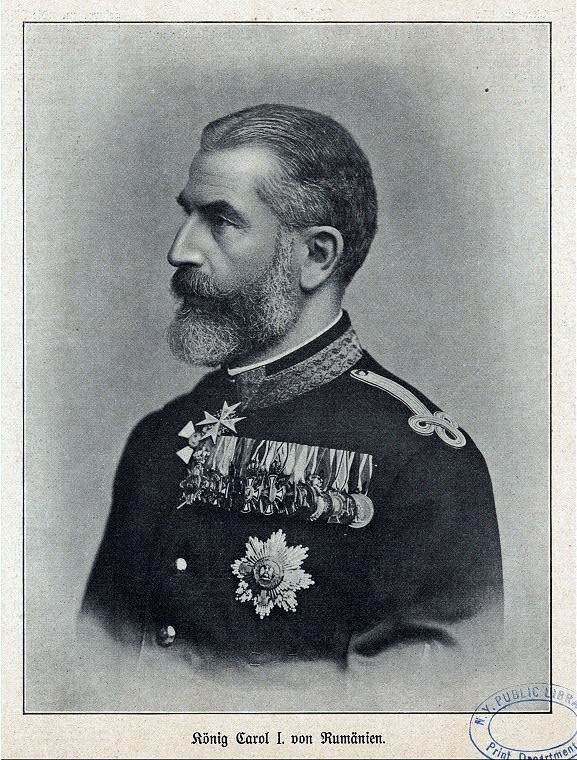
Karl I. (1881–1914)
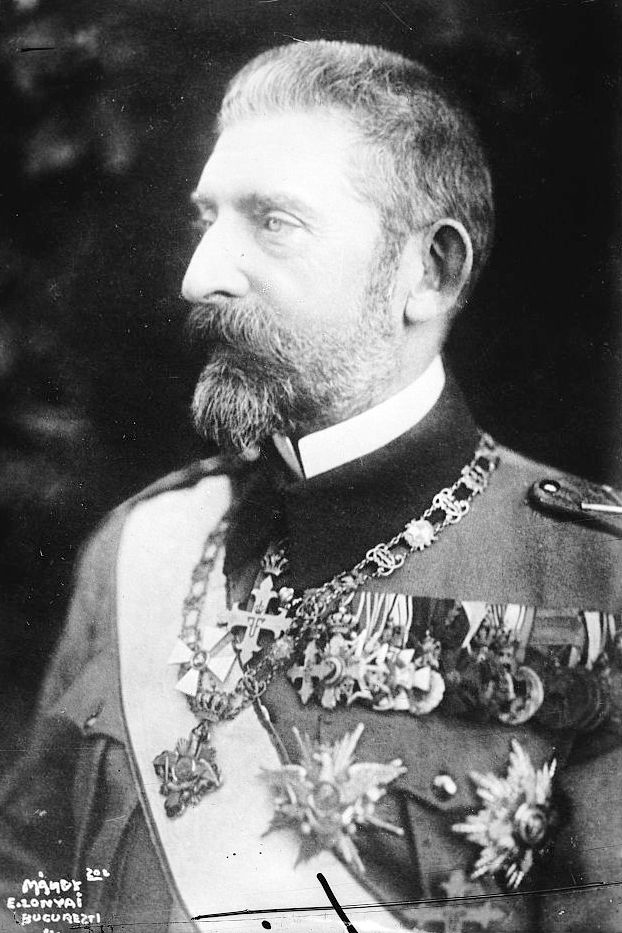
Ferdinand I. (1914–1927)
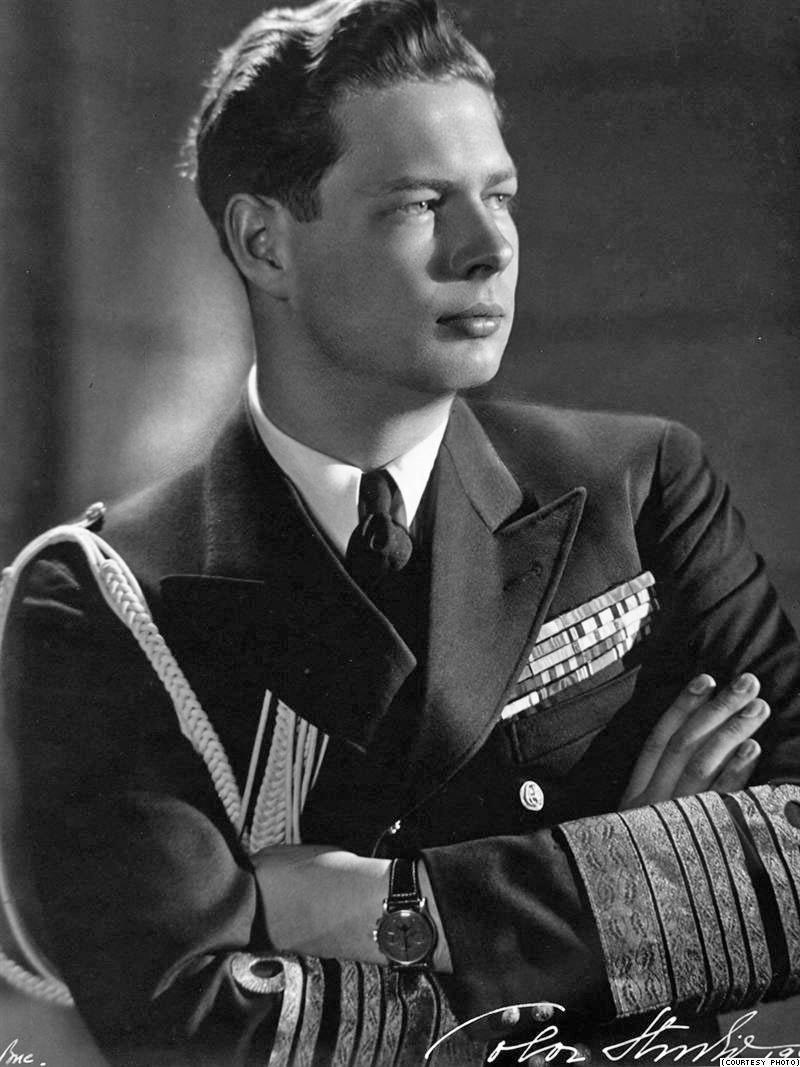
Michael I. (1927–1930 und 1940–1947)
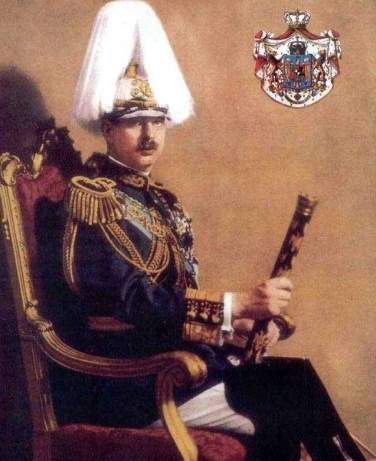
Karl II. (1930–1940)

## Familienangehörige seit dem Ende der Monarchie
- Albrecht Prinz von Hohenzollern (* 1898; † 1977)
- Auguste Viktoria Prinzessin von Hohenzollern (* 1890; † 1966), Ehefrau von Manuel II. von Portugal
- Ferfried Prinz von Hohenzollern (* 1943; † 2022), ehemaliger Rennfahrer
- Friedrich Prinz von Hohenzollern (* 1891; † 1965), Chef der Familie
- Friedrich Wilhelm Prinz von Hohenzollern (* 1924; † 2010), Chef der Familie
- Johann Georg Prinz von Hohenzollern (* 1932; † 2016), Kunsthistoriker
- Karl Friedrich Prinz von Hohenzollern (* 1952), Chef der Familie

## Weitere Namensträger
- Katharina von Hohenzollern-Sigmaringen (1817–1893), Stifterin des Klosters Beuron
- Oswald von Hohenzollern-Sigmaringen (1715–1765), Domherr in Köln